# Ifugao (provincie)
Ifugao este o provincie din regiunea administrativă Cordillera, pe insula Luzon, în nordul Filipinelor. Capitala provinciei este Lagawe. Este înconjurat de provinciile de Mountain Province în nord, Isabela în est, Nueva Vizcaya în sud și Benguet în vest. 

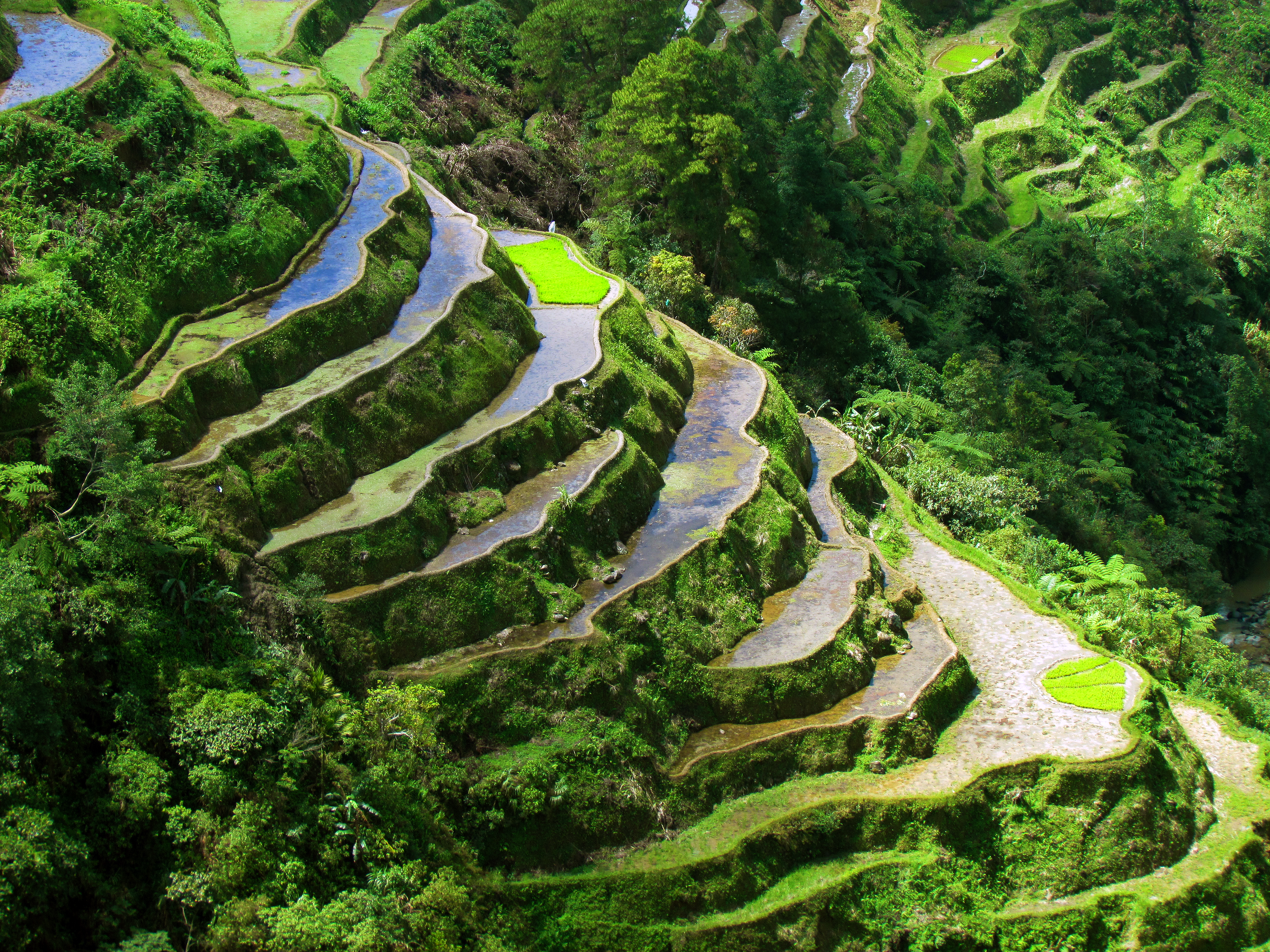
Terasele cu orez din Banaue

Ifugao se extinde pe 2506,3 km² și are o populatie de 191.078 locuitori (1 mai 2010). Provincia este renumită pentru terasele de orez, care apartin patrimoniului mondial. În vestul provinciei, este situat o parte din Parcul Național Mount Data. Pe valea râului Măgat, în estul provinciei, se află lacul de acumulare Magat, a cărui hidrocentrală are o putere de 381 megawati. 
Ifugao înseamnă „oameni ai pământului” în limba poporului Ifugao . 

## Orașe și municipalități
- Aguinaldo
- Alfonso Lista
- asipulo
- Banaue
- hingyon
- Hungduan
- Kiangan
- Lagawe
- Lamut
- Mayoyao
- Tinoc